# (68950) 2002 QF15
(68950) 2002 QF15 est un astéroïde Apollon, également aréocroiseur et cythérocroiseur, classé comme potentiellement dangereux. Il fut découvert par LINEAR à Socorro le 27 août 2002.